# Tom y Jerry: El Cascanueces
Tom y Jerry: El Cascanueces (originalmente en inglés: Tom and Jerry: A Nutcracker Tale) es una película animada navideña estadounidense de fantasía y comedia de 2007. Protagonizada por los personajes de Tom y Jerry. La película es producida por Warner Bros. Animation y Turner Entertainment Co., y que fue la quinta película en ser hecha directamente para vídeo en un intento de recuperar el estilo de los cortometrajes originales de William Hanna y Joseph Barbera de Metro-Goldwyn-Mayer.
Producida y dirigida por Spike Brandt y Tony Cervone (que más tarde dirigirían, producirían y/o escribirían el guion de las películas posteriores de Tom y Jerry directas a video). Es una semi-adaptación animada del cuento alemán El cascanueces y el rey de los ratones de ETA Hoffmann, con Jerry en el papel de Cascanueces y Tom en el papel de uno de los secuaces del Rey Ratón (que, en esta versión, es reemplazado por el Rey de los Gatos).
La película fue la última producción animada en la que trabajó Joseph Barbera, ya que murió el 18 de diciembre de 2006. La película estuvo dedicada a su memoria. También fue la última película animada directa a video lanzada bajo el sello Warner Bros. Family Entertainment, antes de que se convirtiera en una unidad exclusiva del nombre de Warner Bros. Pictures al año siguiente.
El 13 de agosto de 2020, se anunció que la película se lanzaría en Blu-ray y DVD de edición especial junto con "Tom and Jerry: Santa's Little Helpers" el 27 de octubre de 2020.

## Argumento
Jerry y su sobrino Tuffy ven el ballet navideño en la ciudad de Nueva York que ocurre una noche antes de Navidad. Mientras un grupo de gatos, incluido Tom, cantan una canción para el Rey de los Gatos en un callejón con vista al Empire State Building. Jerry mira el piso del escenario vacío mientras sueña con practicar ballet, la magia navideña comienza a suceder: Como juguetes que cobran vida, incluido un pony llamado Nelly y un duendecillo llamado Paulie. La magia hace que una bailarina de una caja musical cobre vida y Jerry baila con ella.

El escenario se transforma en un reino invernal donde los juguetes disfrutan de una cena. Tom y los otros gatos arruinan el banquete y atrapan los juguetes mientras Jerry, Paulie y Nelly intentan detenerlos pero son disparados por un cañón, donde terminan en mundos de distancia. Tom, como el Capitán de los Guardias de los gatos, atrapa a la bailarina en una jaula y luego la lleva al Rey Gato, quien sin éxito le pide que baile para él. Más tarde, el Rey le pide a Tom para que reúna a otros gatos y detenga a Jerry, mientras que Tuffy le da a la bailarina una cuerda atada a un llavero y luego va a advertir a Jerry y detener a los gatos.

Mientras tanto, Jerry, Paulie y Nelly deciden seguir a una estrella muy brillante hasta un anciano llamado Juguetero. Se detienen frente a un río helado y todos llegan a salvo, excepto Jerry, que cae de una cascada congelada y atraviesa el hielo. Haciendo que se enrede en una enredadera acuática y aparentemente se ahoga. Luego es revivido y liberado por la magia y luego es salvado por Nelly y Paulie. Esto hace que Paulie se le derrita el pegamento que lo mantiene unido. 
Tuffy llega a Tom y se disfraza de ángel y diablo para convencerlo de que no lastime a Jerry, pero sin darse cuenta, acaba mezclando sus dos disfraces de diablo y ángel cuando termina clavando el tridente en el ojo de Tom, provocando que la torre de gatos caiga por un acantilado. 

Tuffy llega hacia Jerry, Nelly y Paulie, advirtiéndoles de los gatos. Tom y sus amigos, disfrazados de árboles de Navidad, rodean a Jerry, Nelly, Paulie y Tuffy, pero Tom es atacado por ardillas y destrozado en una trituradora de árboles (Aunque logra sobrevivir). Los gatos atacan, pero Jerry y el resto del grupo escapan dentro de un árbol y logran escabullirse entre los otros árboles. Los gatos acaban golpeando erróneamente un árbol que, al final, era Tom escondido. 

Luego, el grupo llega a una colina donde la cabeza de Paulie sale volando hacia otro agujero. Entran en el agujero, solo para encontrar un mundo ardiente con pozos de lava y dragones. Un hada de las llamas devuelve la cabeza a Paulie. Un dragón se despierta, pero Jerry lo hipnotiza con un instrumento para que lo ayude junto a los demás a salir del pozo.

Luego, Tom y su ejército lanzan una bola de cañón que lanza a Jerry y sus amigos a una torre con relojes que contienen pájaros cucú y logra hacer que Jerry y sus amigos logren escapar de Tom cuando los pájaros de los relojes logren distraerlo. Justo cuando la bailarina estaba a punto de ser liberada de su jaula, el Rey de los Gatos le quita la llave y la ata a una cuerda. 

Jerry, Tuffy y los juguetes son perseguidos por los gatos nuevamente y corren hacia un parque de diversiones, donde Tom es prácticamente golpeado después de ser arrojado al carrusel y las tazas giratorias y aplastado una y otra vez en la montaña rusa después de que Jerry saca el alfiler que une a dos de los coches juntos. 

Llegan a un acantilado y Jerry infla globos con el que escapan volando. Un gato dispara una flecha, reventando el globo de Nelly. Tuffy la agarra y desenreda más de Paulie. Luego Nelly es perseguida por los gatos. Jerry la salva, pero su agarre falla y la cuerda se le escapa de la mano. Los gatos tiran de su cuerda, obligándola a decir a dónde se dirigen los demás y eso la hizo llorar y sentirse como una traidora, haciéndole pensar que sus amigos la odiarán. 

Jerry, Paulie y Tuffy llegan al Juguetero, justo cuando parecen haber fallado cuando Tom y los otros gatos los acorralan en la puerta mientras les dicen que Nelly se sintió como traidora y justo cuando están por atraparlos, rápidamente son enviados a  rodar en la nieve cuando la puerta los golpea cuando el Juguetero responde. Luego, el Juguetero arregla a Paulie y les cuenta que Nelly siente que los ha traicionado luego de haber perdido el coraje. 

Luego, el Juguetero les da una llave que les permite despertar a un ejército de soldados de juguete. Los tres parten con su ejército recién adquirido para recuperar el reino antes de que la magia comenzara a evaporarse.

Cuando los gatos intentan escapar del ejército de soldados de juguete, la Bailarina aparece con los otros juguetes y los conduce en un ejército en rebelión contra el Rey de los Gatos. Tom aspira a muchos de los soldados, pero la aspiradora explota y son arrojados de vuelta a los gatos. Cuando el Rey Gato ordena a sus seguidores que se retiren, Jerry activa un tren de juguete que golpea a todos los gatos encima mientras cruza el escenario y sale por la puerta del callejón, golpea la pared del edificio del teatro y finalmente cae en un contenedor de basura en Nueva York. 

La bailarina abraza a Jerry en señal de victoria y felizmente le dice que nunca dudó de él. Pero de repente la pared junto a ellos comienza a desmoronarse y se derrumba sobre Nelly mientras empuja a Jerry y a la bailarina fuera del camino, aplastándola y aparentemente matándola. Jerry, Tuffy y Paulie están tristes por eso, pero la magia la revive y le quita el hilo, permitiéndole finalmente hablar sin hilo. 

Después de esto, Jerry y la bailarina bailan después de recibir sus coronas. Luego se muestra que el Juguetero y la bailarina de la obra navideña están mirando desde la audiencia y aplauden. La verdadera bailarina le arroja una rosa a Jerry y luego se baja el telón, poniendo fin al espectáculo y haciendo que la película llegue a su fin.
- Datos: Q3282900